# Leonid Mandelstam
Leonid Isaakowicz Mandelstam, ros. Леонид Исаакович Мандельштам (ur. 22 kwietnia?/4 maja 1879 w Mohylewie, zm. 27 listopada 1944 w Moskwie) – radziecki fizyk żydowskiego pochodzenia.

## Życiorys
Był synem Isaaka i Miny Kagan. Do dwunastego roku życia uczył się w domu w Odessie (dokąd jego rodzina przeniosła się wkrótce po jego narodzeniu), a od 1891 do 1897 był uczniem gimnazjum, które ukończył ze srebrnym medalem. W 1897 rozpoczął studia na Wydziale Fizyczno-Matematycznym Uniwersytetu Noworosyjskiego w Odessie, a od 1898 studiował na uniwersytecie w Strasburgu. W 1912 obronił pracę doktorską, w 1913 otrzymał tytuł profesora fizyki stosowanej na uniwersytecie w Strasburgu, w 1914 wrócił do Odessy i został wykładowcą Uniwersytetu Noworosyjskiego. Od 1917 był też profesorem fizyki instytutu politechnicznego w Tyflisie (Tbilisi), w 1918 objął funkcję profesora fizyki w reaktywowanym Odeskim Instytucie Politechnicznym, a w 1922 przeniósł się do Moskwy, następnie na krótko do Leningradu, gdzie pracował jako konsultant w państwowym laboratorium fizyczno-technicznym przy Leningradzkim Instytucie Fizyczno-Technicznym. W 1925 wrócił do Moskwy i objął katedrę fizyki teoretycznej Uniwersytetu Moskiewskiego, w 1928 został członkiem korespondentem, a w 1929 członkiem rzeczywistym Akademii Nauk ZSRR. Był twórcą jednej z dwóch największych szkół myśli w fizyce radzieckiej (druga z nich została stworzona przez Lwa Landau), zajmował się głównie szeroko pojętą teorią drgań i oscylacji, która obejmowała między innymi optykę i fizykę kwantową.
Pracując wspólnie z Grigorijem Landsbergiem był współodkrywcą efektu niesprężystego rozpraszania światła, który jest używany praktycznie w spektroskopii ramanowskiej, dokonał tego odkrycia przed Ramanem.
Był mentorem Igora Tamma, zdobywcy Nagrody Nobla w dziedzinie fizyki w 1958.

## Nagrody i odznaczenia
- Order Lenina (1944)
- Nagroda Leninowska (1931)
- Nagroda Stalinowska (1942)
- Order Czerwonego Sztandaru Pracy (1940)
- Nagroda im. Mendelejewa (1936)